# Aładża słap
Aładża słap (bułg. Аладжа слап, nazywany też Pystri słap) – szczyt pasma górskiego Riła, w Bułgarii, o wysokości 2683 m n.p.m.